# Montes de Picaza (espacio natural)
Montes de Picaza es un espacio natural protegido dentro de la red Natura 2000 como Lugar de Importancia Comunitaria, localizado en los montes de Picaza, en el sureste de la provincia de Guadalajara, en la comunidad autónoma de Castilla-La Mancha, España. Alcanza una extensión total de 15.103 ha distribuido en 698,49 ha en Alcoroches, 886,13 ha en Anquela del Pedregal, 716,44 ha en Megina, 1.239,92 ha en Pinilla de Molina, 634,26 ha en Piqueras, 157,89 en Prados Redondos, 1.652,21 ha en Terzaga, 1.652,59 en Tierzo, 2.304,71 ha en Torrecuadrada de Molina, 983,55 ha en Torremochuela y 4.176,75 en Traid.

## Descripción
- Código NATURA 2000:

LIC - ES4240020.
- Clima - Mediterráneo continentalizado. (Supramediterráneo y oromediterráneo).
- Extensión - 15.103 ha.
- Altitud:

Mínima - 1.137 metros.
Media - 1.332 m.
Máxima - 1.462 m.
- Localización: W/E (Greenwich).

Longitud - W 1º 49' 52".
Latitud - N 40º 42' 3".

### Características
El espacio natural Montes de Picaza poseen una interesante mezcla de vegetación supramediterránea, presentando todo tipo de bosques mixtos de sabinares albares y rastreros con encinares y pinares de Pinus sylvestris.
El valor natural de esta zona radica en el buen estado de conservación y la amplia superficie que ocupan los diversos tipos de bosques y matorrales incluidos en el Anexo 1 de la Directiva 92/43/CEE, característicos del piso supramediterráneo sobre litologías calizo-dolomíticas en el área celtibérico-alcarreña. Por la continentalidad climática del área, tienen una amplia representación, en las zonas más elevadas, los pinares albares (Junipero sabinae-Pinetum sylvestris), más propios del piso oromediterráneo. También existen apreciables extensiones de sabinar albar (Juniperetum hemisphaerico-thuriferae) y encinares supramediterráneos continentales (Junipero thuriferae-Quercetum rotundifoliae). En determinadas zonas, y en respuesta a la mezcla de factores ecológicos, aparecen masas mixtas que incorporan Quercus rotundifolia, Juniperus thurifera, Juniperus sabina, y Pinus sylvestris.
En las comunidades arbustivas, destacan los sabinares rastreros (Sabino-Berberidetum hispanicae) distribuidos en las altas, expuestas y más descarnadas parameras, y las bojedas (Ligustro-Berberidetum seroi) en las laderas algo más abrigadas y húmedas del extremo meridional del espacio.

### Vulnerabilidad
El área es sensible frente a los incendios forestales. Dada su peculiar composición floristica y estructura de los diferentes tipos de bosque.
Toda la zona posee un grado elevado de conservación natural, que resultaría negativamente afectado por la construcción de caminos u otras vías de comunicación o infraestructuras (tendidos eléctricos, etc). Existe también el riesgo de instalación de parques eólicos.